# Église Saint-Michel de Chamonix-Mont-Blanc
Pour les articles homonymes, voir Saint-Michel.
L'église Saint-Michel de Chamonix-Mont-Blanc est une église catholique de style Baroque savoyard ou alpin à clocher à bulbe, des XIIe siècle et XIXe siècle, placée sous le patronage de l'archange Michel, à Chamonix-Mont-Blanc, en Haute-Savoie. L'édifice est classé aux monuments historiques en 1979.

## Historique
Avant 1099, le comte Aymon Ier de Genève fait dotation de la vallée de Chamonix à l'Abbaye Saint-Michel-de-la-Cluse du Xe siècle du Val de Suse, en Piémont. Des moines s'installent sur la rive droite de l'Arve et fondent le Prieuré de Chamonix avant 1204. Une première église, attestée, est édifiée par les moines en 1119, bien qu'il en existait une plus ancienne.

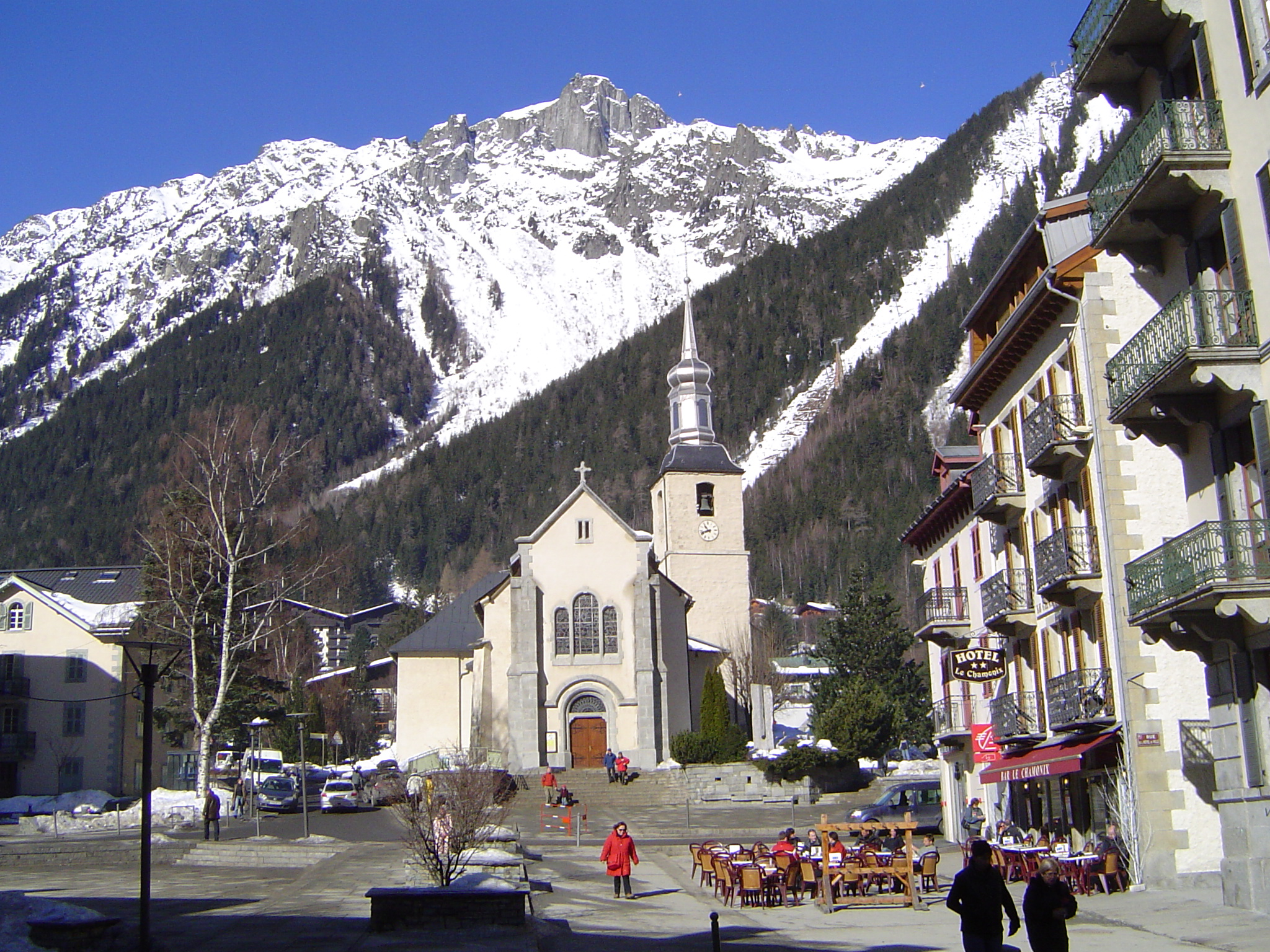
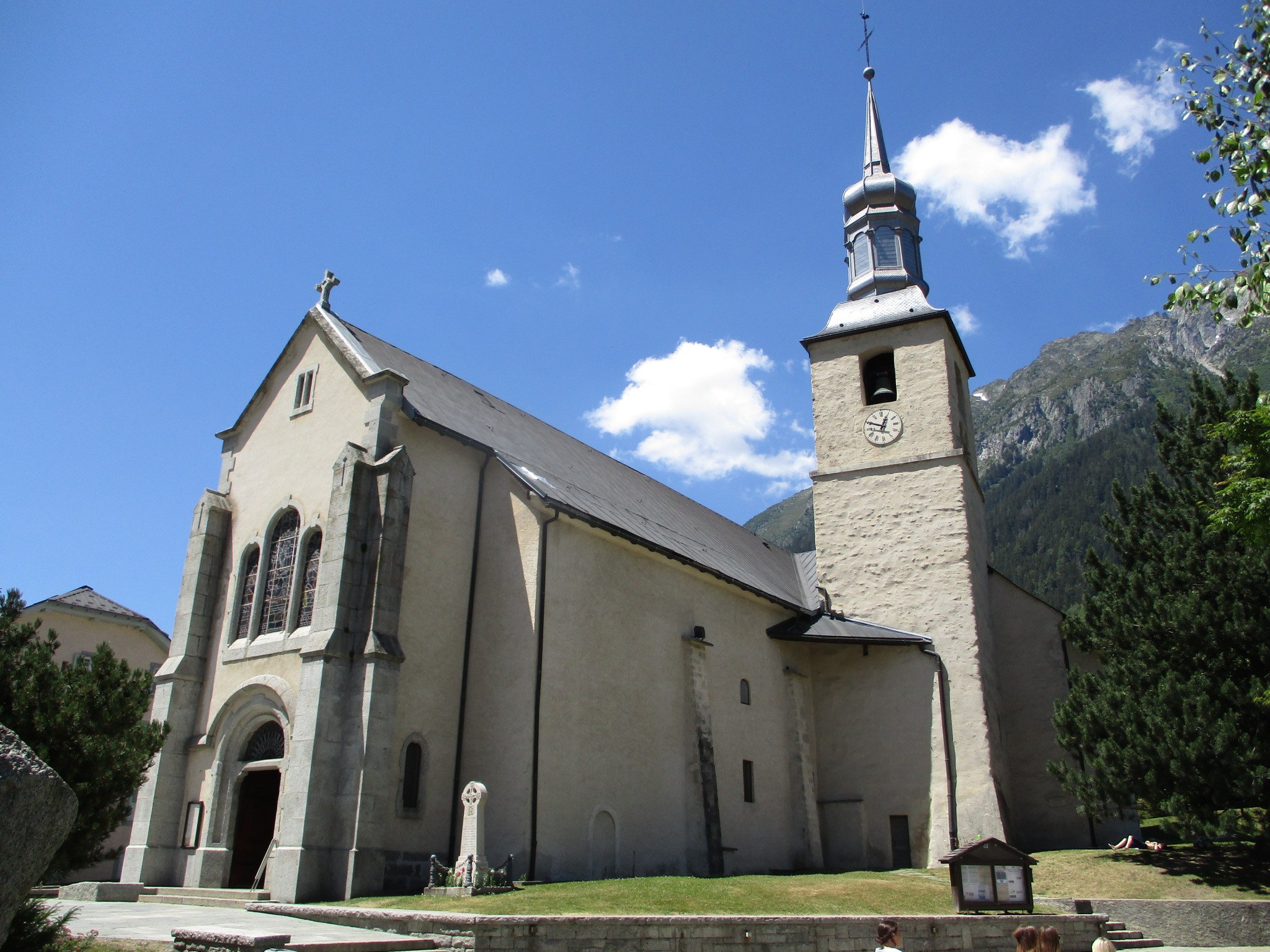
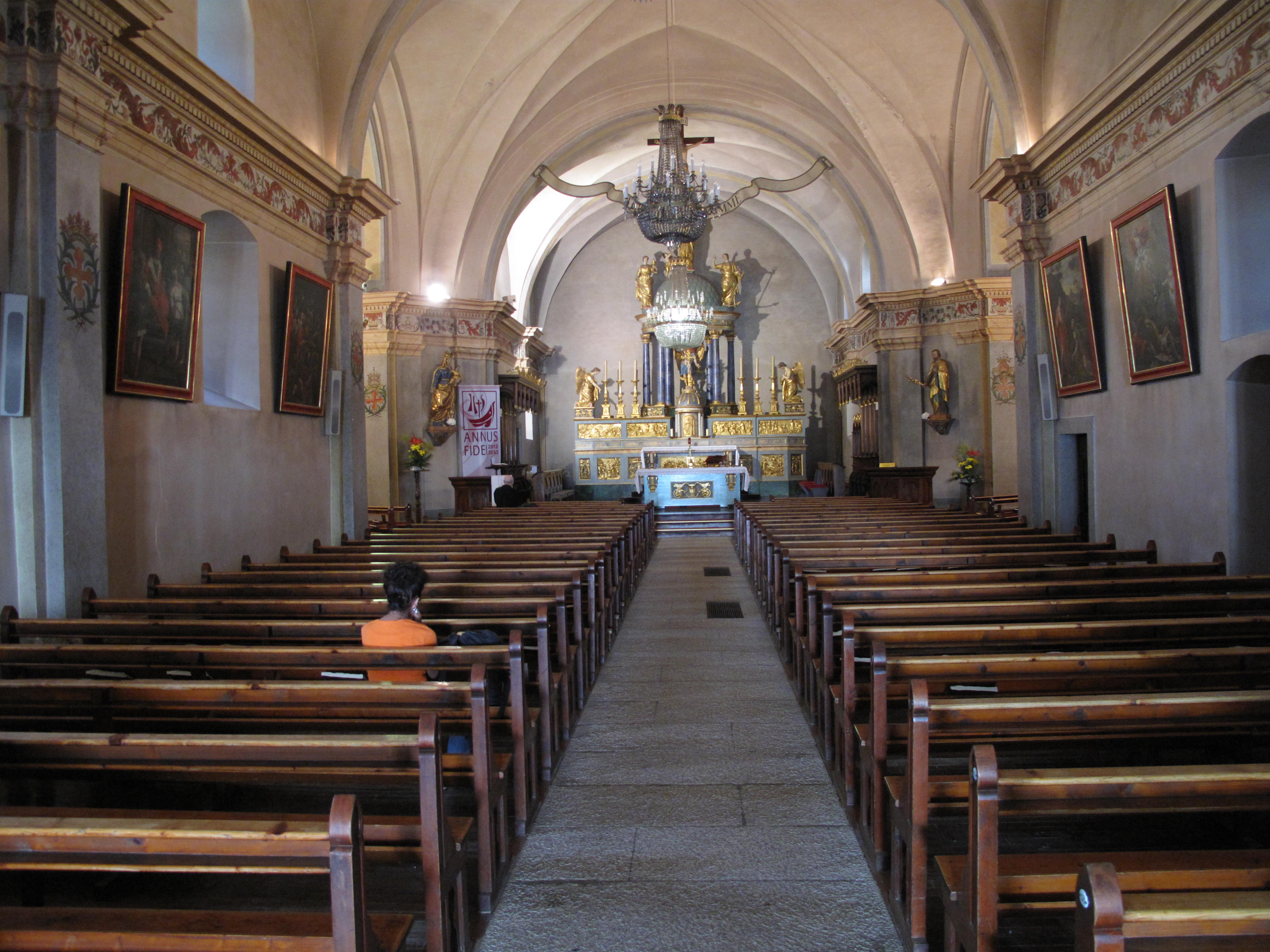
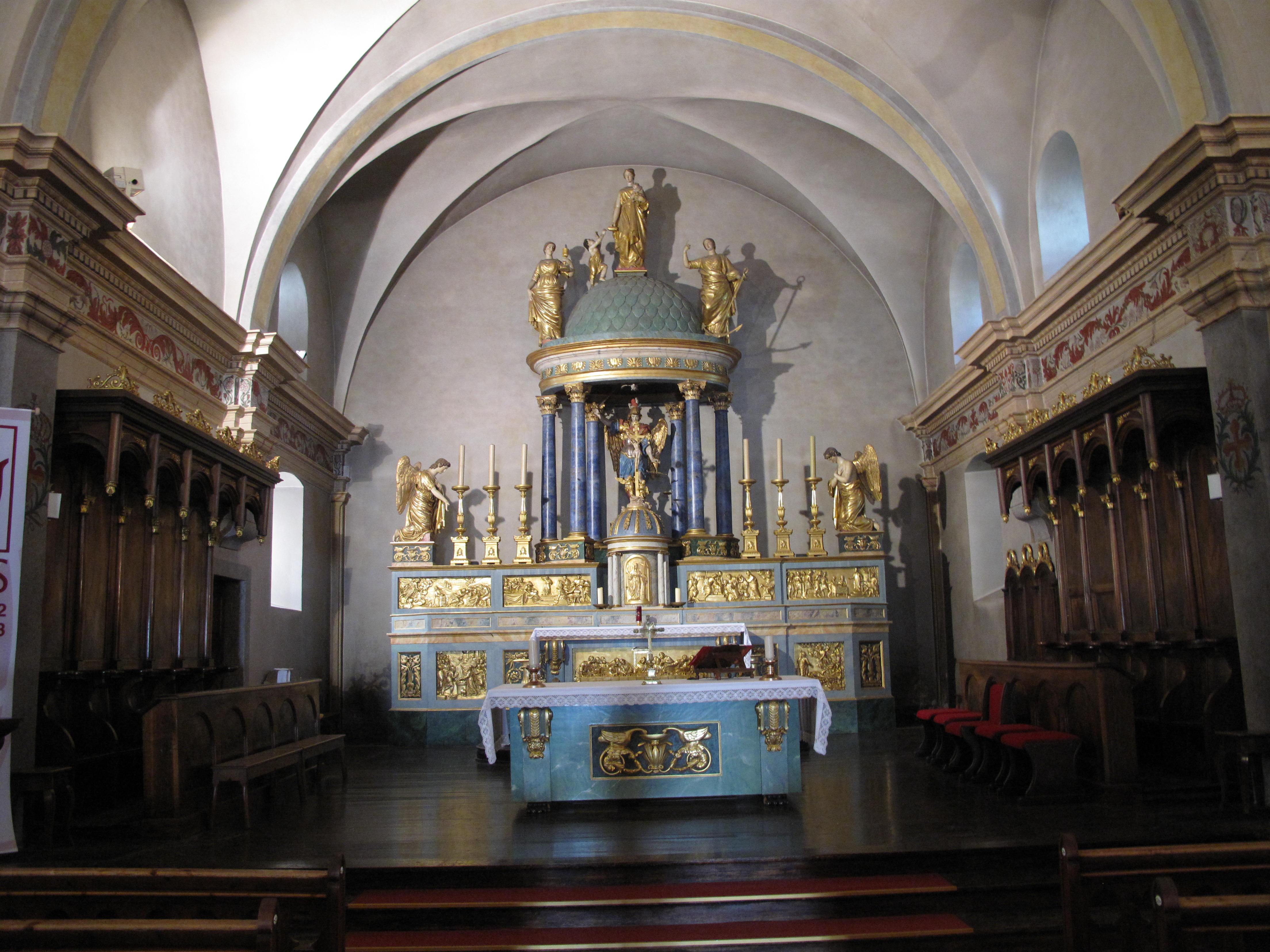

En 1519, le prieur Guillaume de La Ravoire décide d'unir Chamonix à la Collégiale Saint-Jacques de Sallanches. Le bourg est détruit par un incendie en 1522, ainsi que l'église et le prieuré L'église est reconstruite en 1702, sous la maîtrise d’œuvre de Jean La Vougna, originaire du Val Sesia, avec notamment la participation de maçons piémontais dont un Pierre Rouge et Antonio Janetta. La construction est rapide entre 1707 et 1709. Le chapitre de Sallanches finance le chœur, les paroissiens le reste. Lors de sa visite pastorale du 8 septembre 1714, l'évêque d'Annecy, Mgr Michel-Gabriel Rossillon de Bernex consacre l'église, qu'il qualifie de « l'une des plus belles de notre diocèse ». Sur les murs, on peut voir les douze « croix de consécration », indication des douze onctions faites par l'évêque au moment de la dédicace. À peine consacrée, l'église est à nouveau détruite par un incendie en 1758. Le toit, le clocher et le mobilier disparaissent dans les flammes. On entreprend la réhabilitation des peintures en 1760. Elle se terminera en 1790.

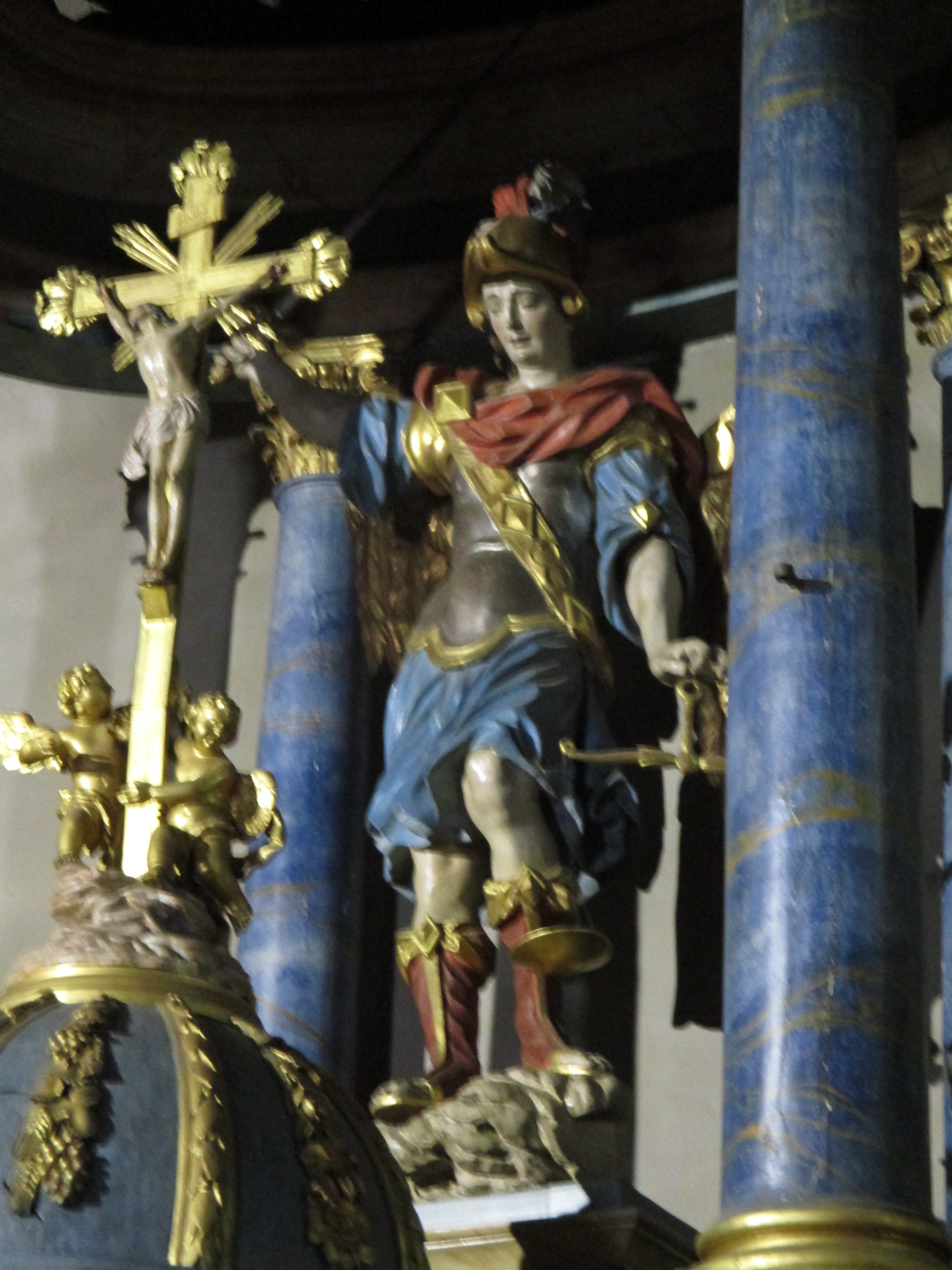
Michel (archange)
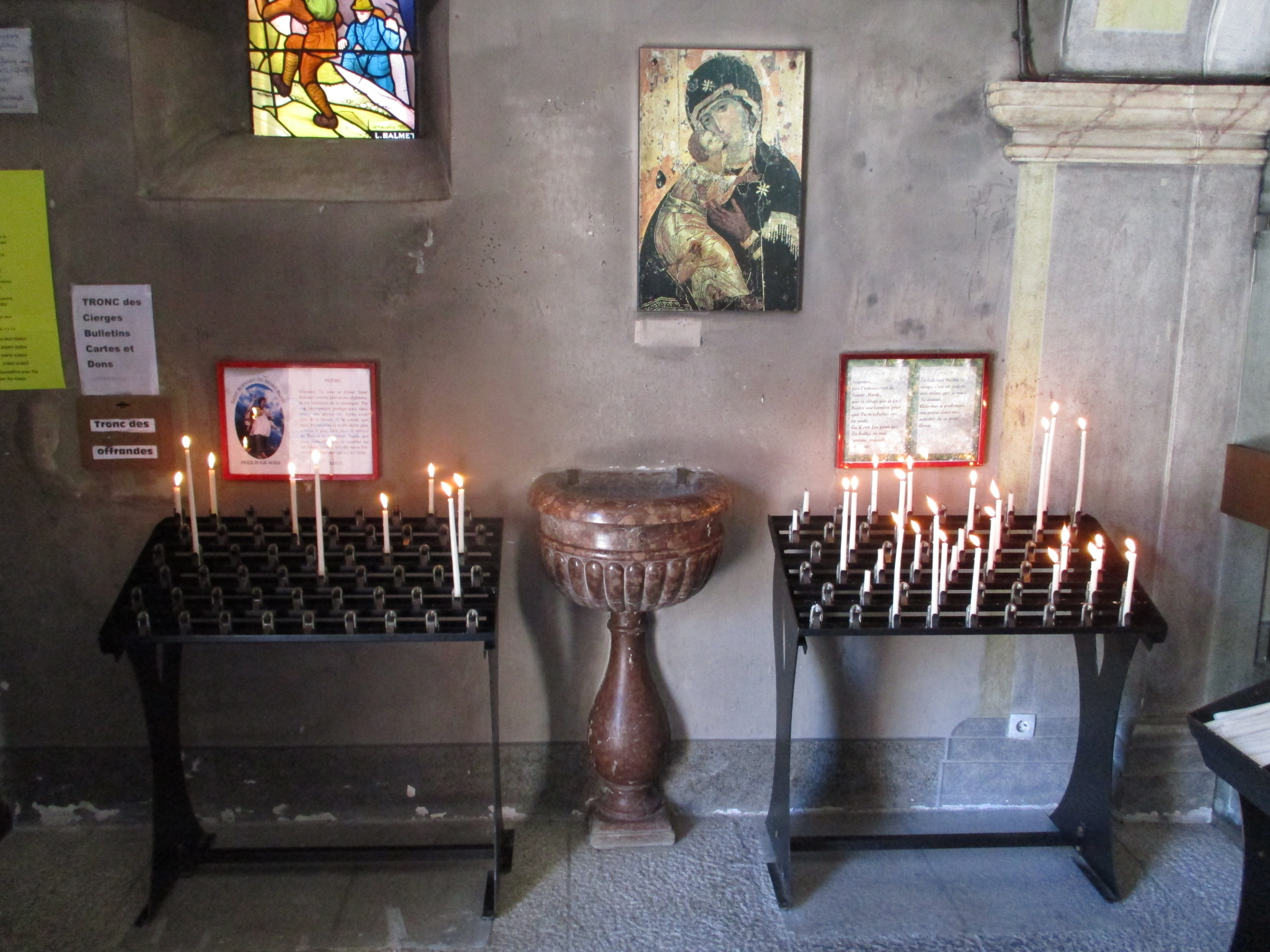
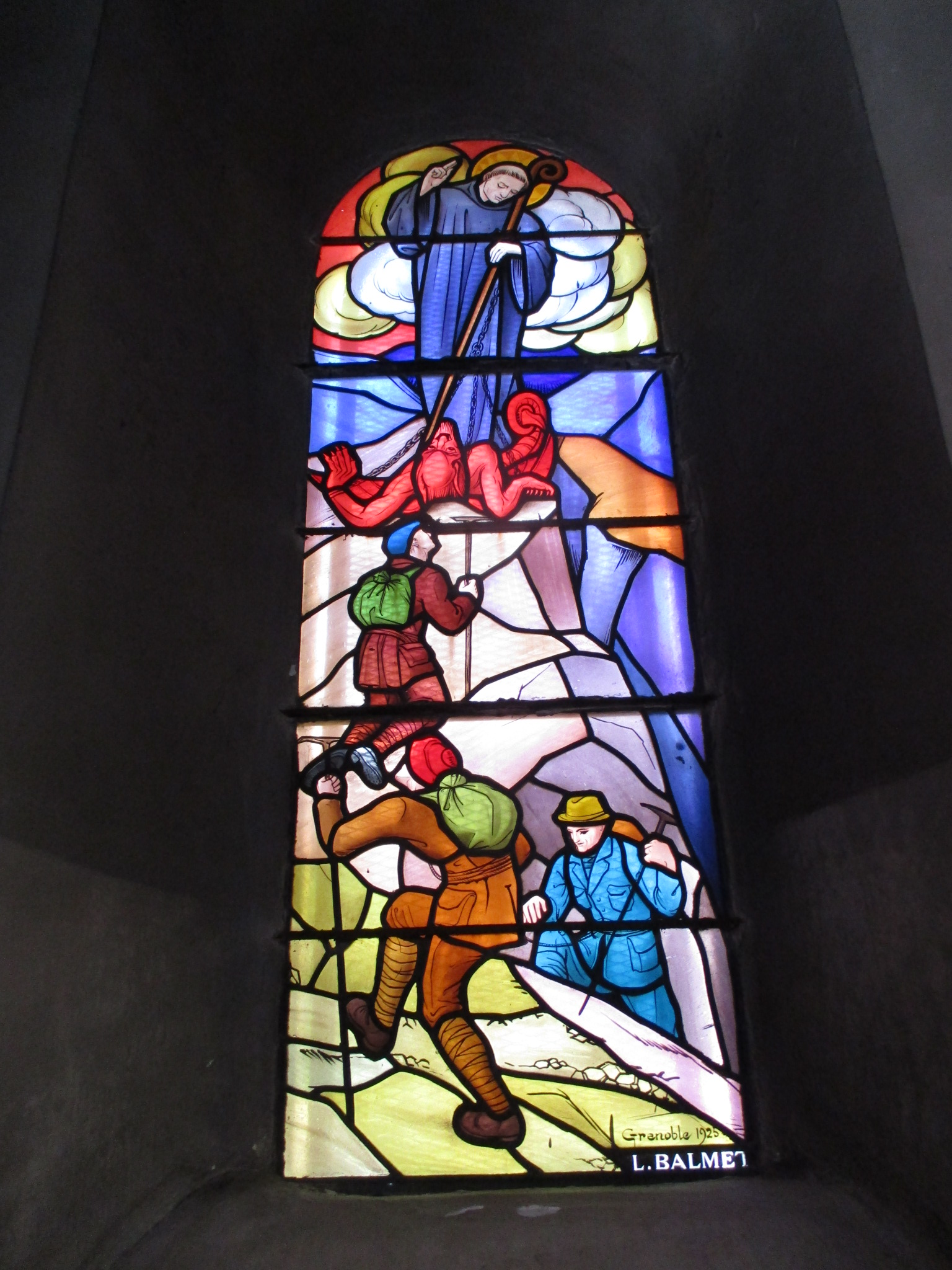
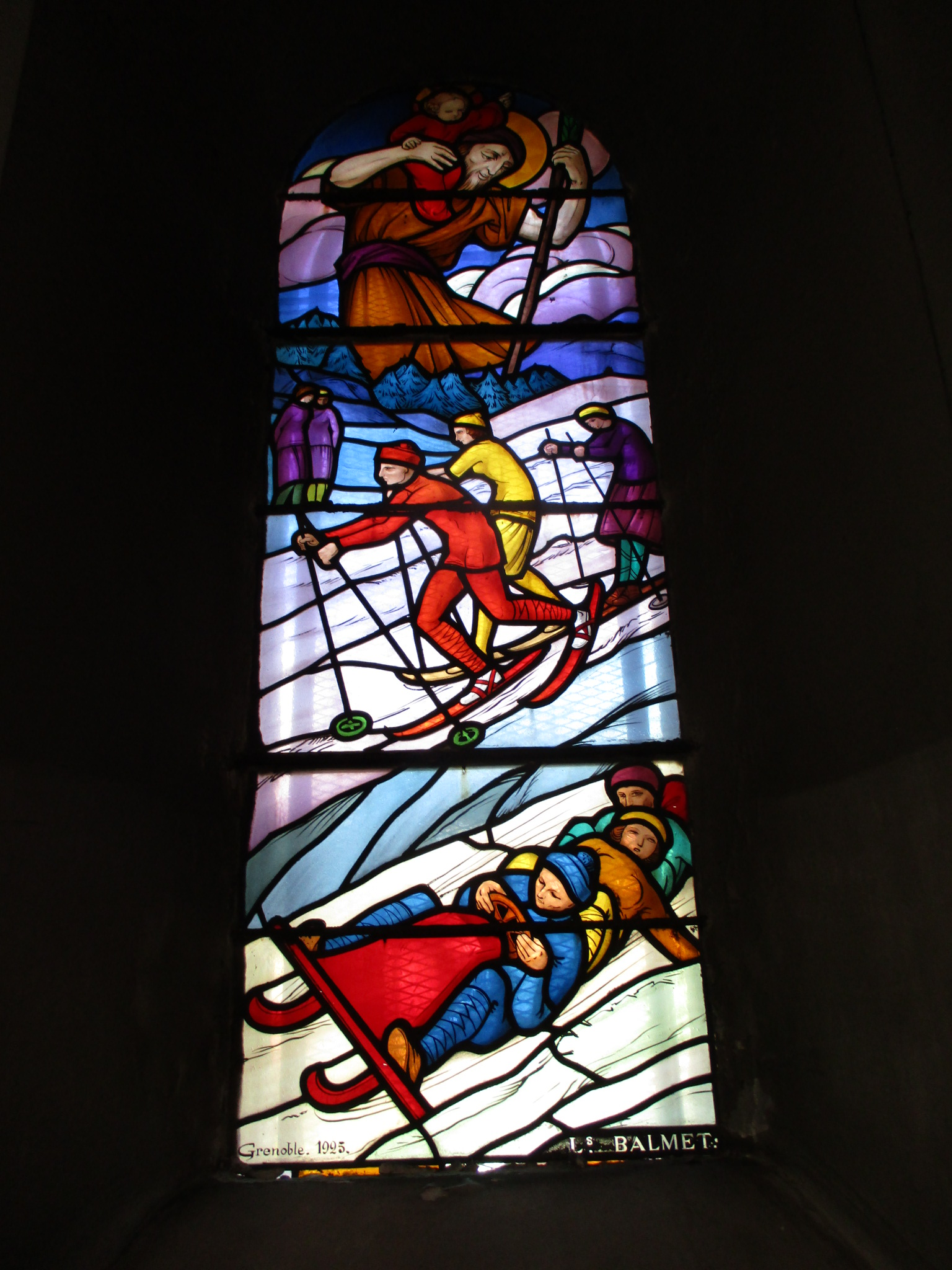
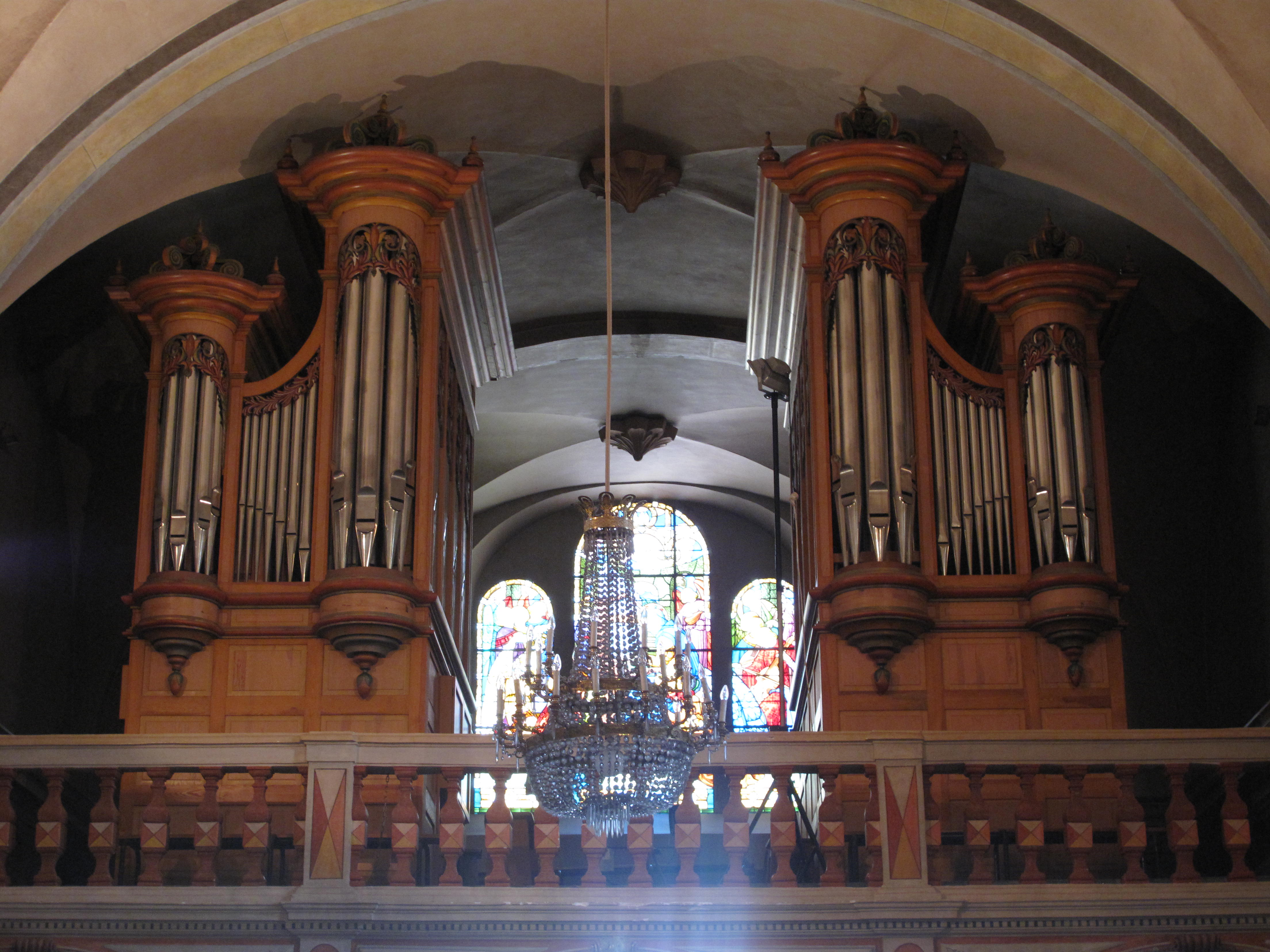
Orgue

D'importants travaux de restauration sont entrepris en 1830 : les murs et les voûtes sont reblanchis, les fonts baptismaux sont changés, de nouveaux retables sont construits. Sept ans plus tard, on entreprend la construction du retable de l'autel principal avec réutilisation de la statue de saint Michel qui était sur l'autel précédent. En 1840, on construit, devant la façade, un péristyle de style Directoire avec quatre colonnes et un fronton triangulaire. Ce dernier est remplacé, en 1864, par la façade actuelle de style Napoléon III Second Empire et une travée est ajoutée. Une seconde restauration est engagée en 1926 avec l'ajout des trompe-l'œil et la représentation des Évangélistes à la croisée du transept.
À nouveau, en 1952, on entreprend une troisième restauration qui voit le retrait de l'église la quasi-totalité des tableaux et statues, puis les peintures sont rénovées.
22 mars 1976 : arrêté,, de classement au patrimoine mobilier des monuments historiques de l'autel principal et de son retable, et des deux autels latéraux avec leurs retables du Sacré-Cœur et de Notre-Dame des Gloires.
Le 28 décembre 1979, l'édifice est classé au titre des monuments historiques en 1979.

## Description

### Intérieur
Au début des années 1980, l'intérieur est entièrement restauré. Le décor d'origine (frise sur le pourtour des murs, douze croix de consécration, peintures des pilastres) est retrouvé et restauré. Les retables, statues et toiles, le Christ de la poutre de gloire sont également restaurés et repeints.

### Clocher
Fin des travaux de réfection du clocher à bulbe en 2003. À l'origine, le clocher était en fer blanc, puis en cuivre jusqu'en 1934. Il est aujourd'hui constitué de centaines d'écailles en titane.

### Orgue
Un nouvel orgue, réalisé par le facteur d'orgue grenoblois Michel Giroud, est inauguré par la musicienne Marie-Claire Alain, le 12 juillet 1992. Le buffet de l'orgue a été séparé en deux parties distinctes afin que le grand vitrail de l'église puisse demeurer visible. Le buffet de droite abrite les pédales alors que le buffet de gauche renferme les sommiers de Grand-Orgue et Récit.

### Cloches
Le clocher de l'église abrite quatre cloches. La plus grande cloche, d'un poids de 1 500 kg, a été fondue en 1845 par les Frères Paccard de Quintal. Elle sonne un "Ré". Il s'agit de la refonte d'une cloche de 1761 également refondue en 1815. 

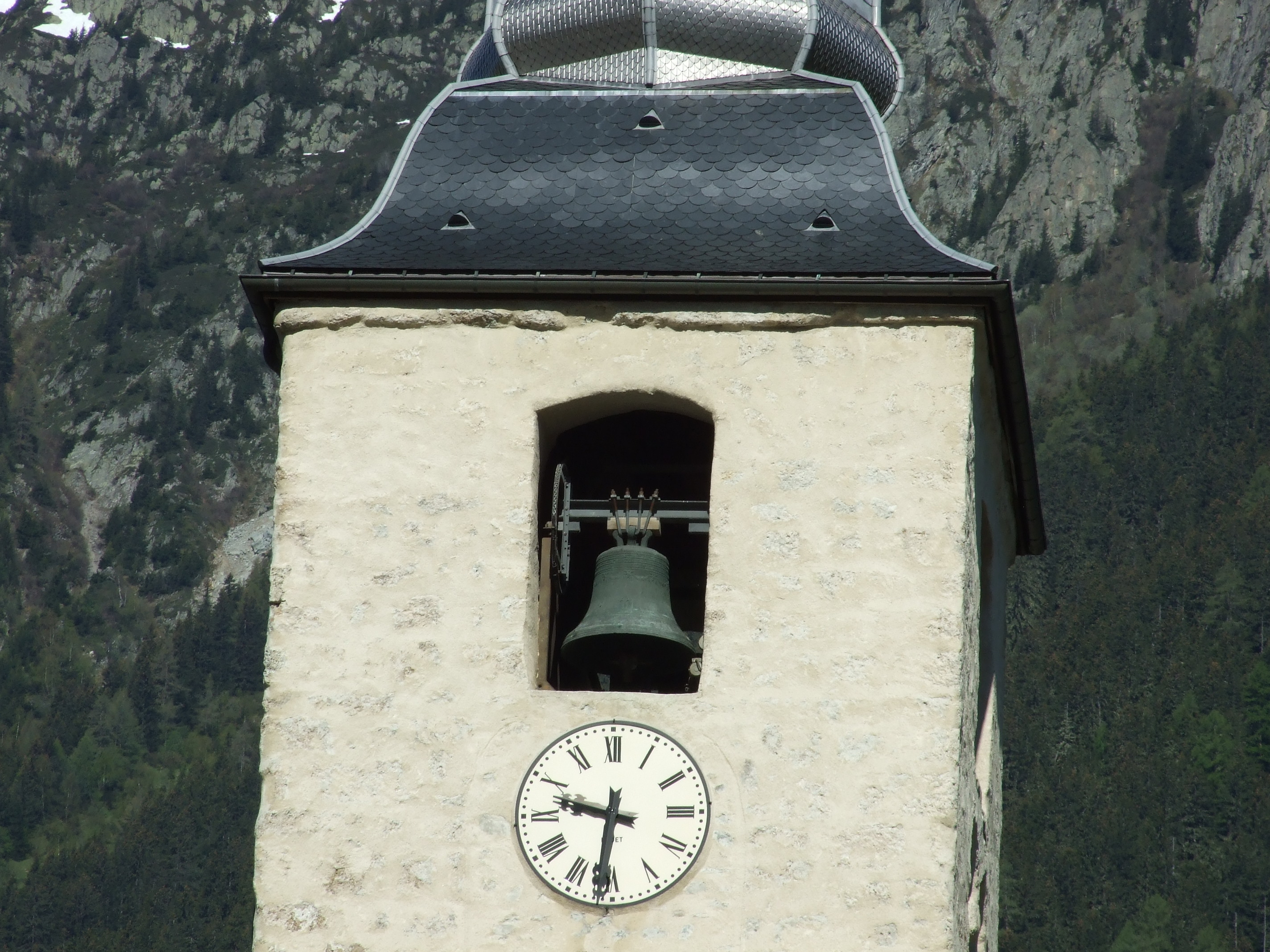
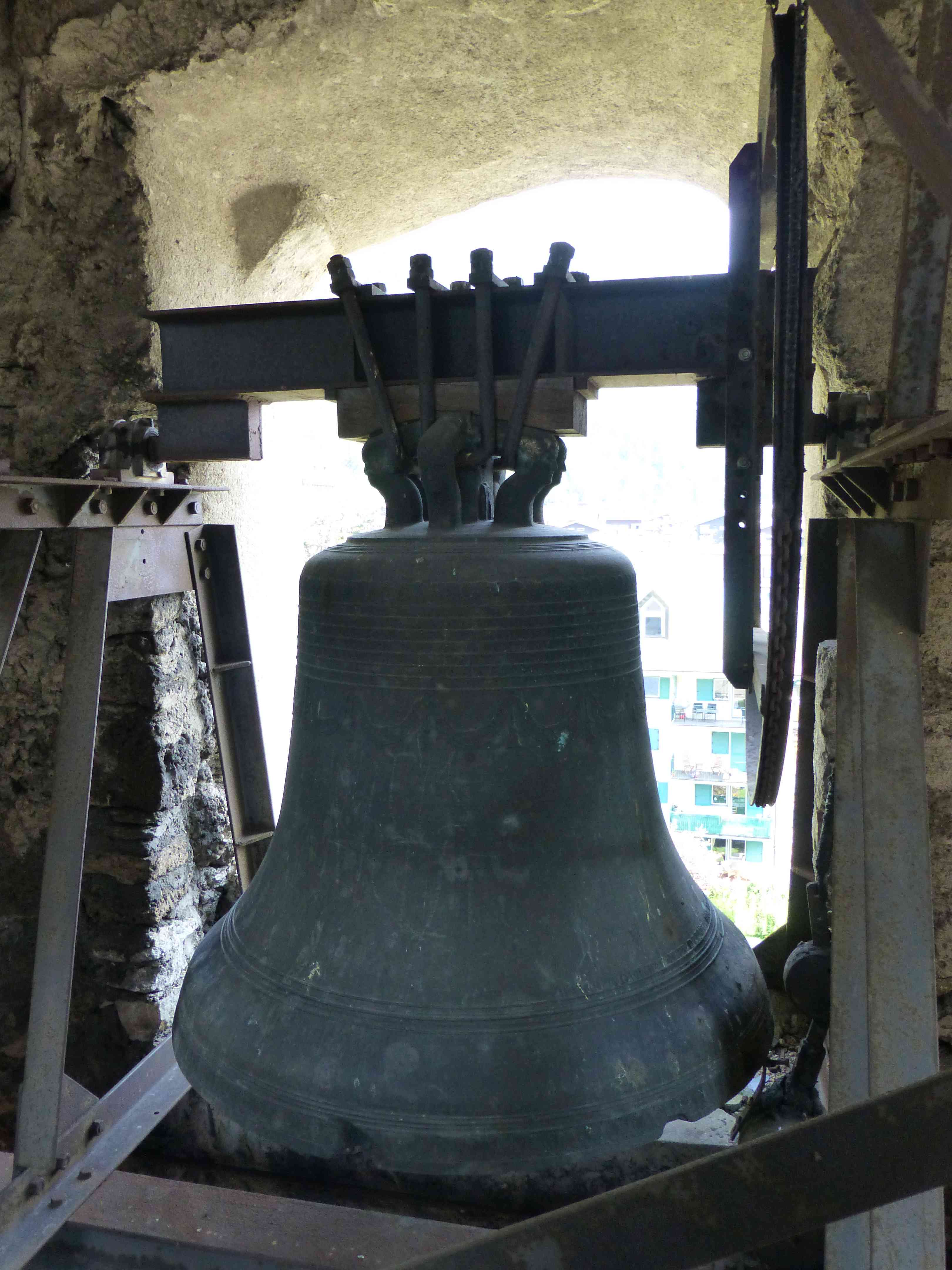
Grosse cloche 1, 1845
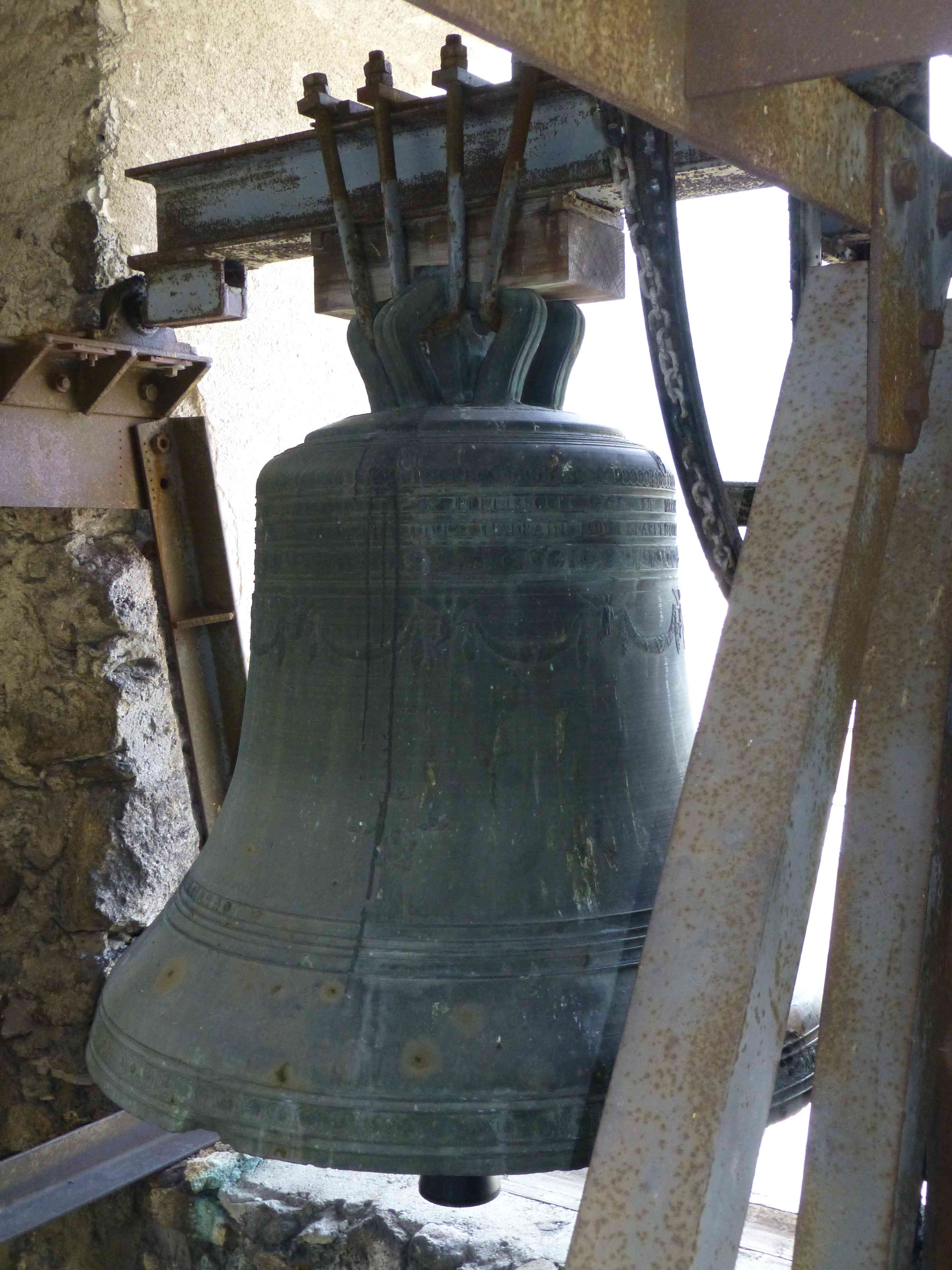
Cloche 2
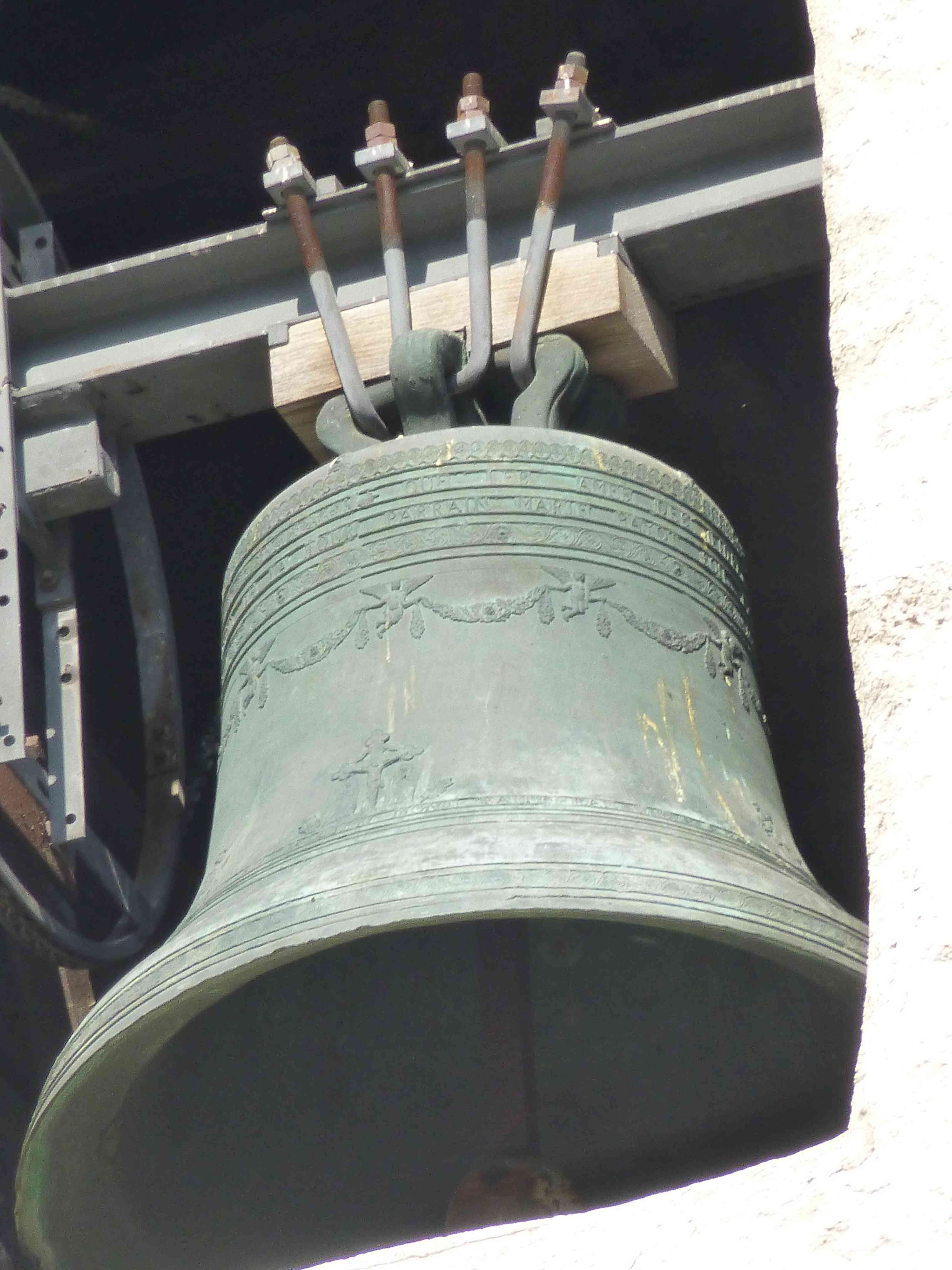
Cloche 3, 1822
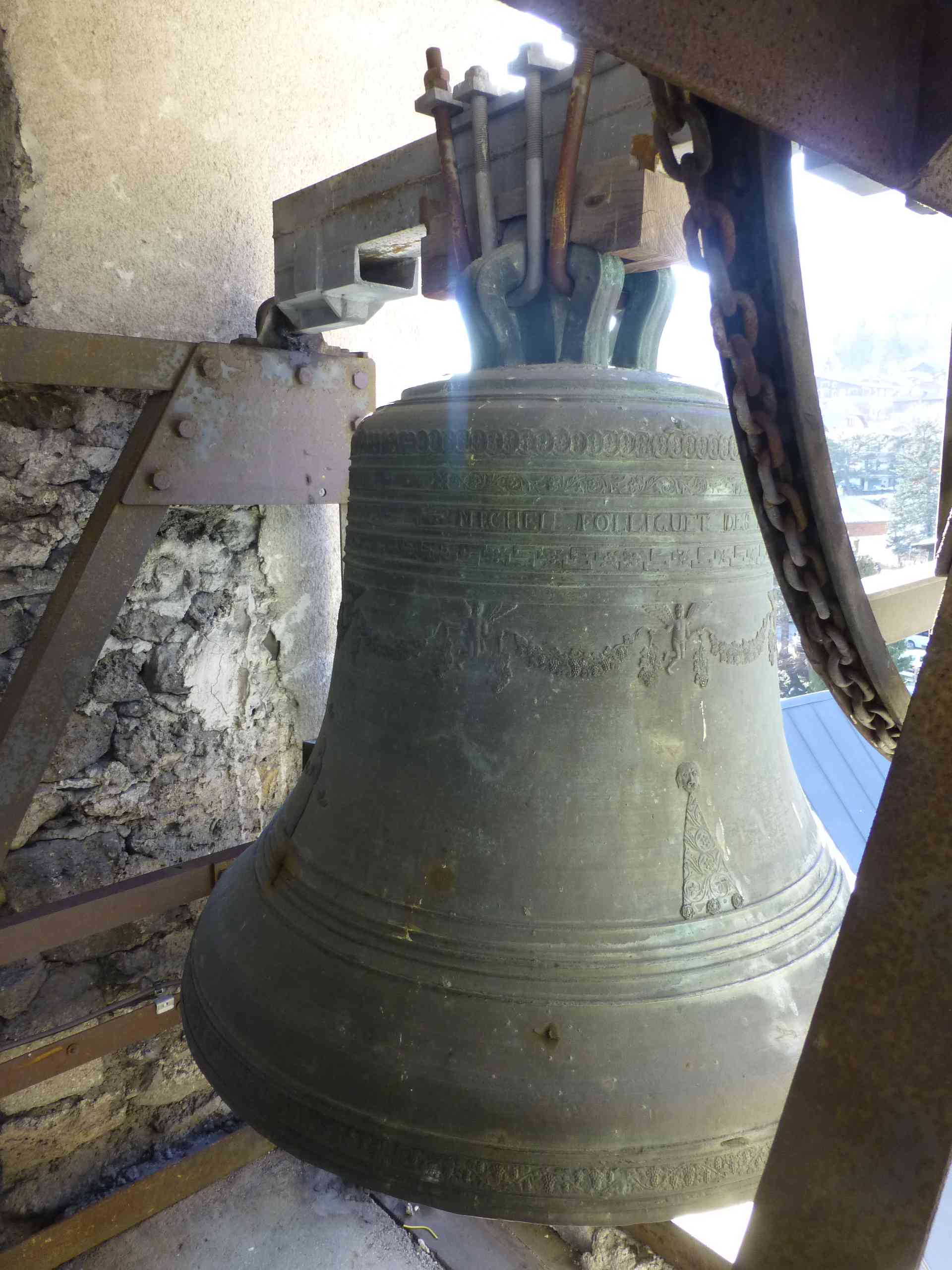
Cloche 4

Les trois autres cloches ont été fondues en 1822 par les fondeurs Vallier & Gautier, originaires de Briançon. Elles pèsent respectivement 1 050, 700 et 600 kg. Elles sonnent le "Fa", le "Sol" et le "La Bémol".

## Cérémonie du 15 août
La place de l'église accueille, chaque année, la cérémonie traditionnelle de la Fête des Guides : appel des nouveaux guides, hommage à ceux qui ont disparu en montagne, messe et bénédiction des piolets et des cordes.